# Andrena kudiana
Andrena kudiana là một loài Hymenoptera trong họ Andrenidae. Loài này được Cockerell mô tả khoa học năm 1924.